# Pseudemys alabamensis
Pseudemys alabamensis är en sköldpaddsart som beskrevs av den tyske zoologen Georg Baur 1893. Pseudemys alabamensis ingår i släktet Pseudemys och familjen kärrsköldpaddor. IUCN kategoriserar arten globalt som starkt hotad. Inga underarter finns listade i Catalogue of Life.
Arten förekommer i Alabama i USA och kanske i angränsande områden av Florida.